# Carrier Dome
Carrier Dome är en arena på Syracuse University campus.
Exempel på artister som spelat här Elton John, Billy Joel, Rod Stewart, U2, Genesis, Rolling Stones, Garth Brooks, The Who, Neil Diamond, Kid Cudi, Grateful Dead och Pink Floyd.

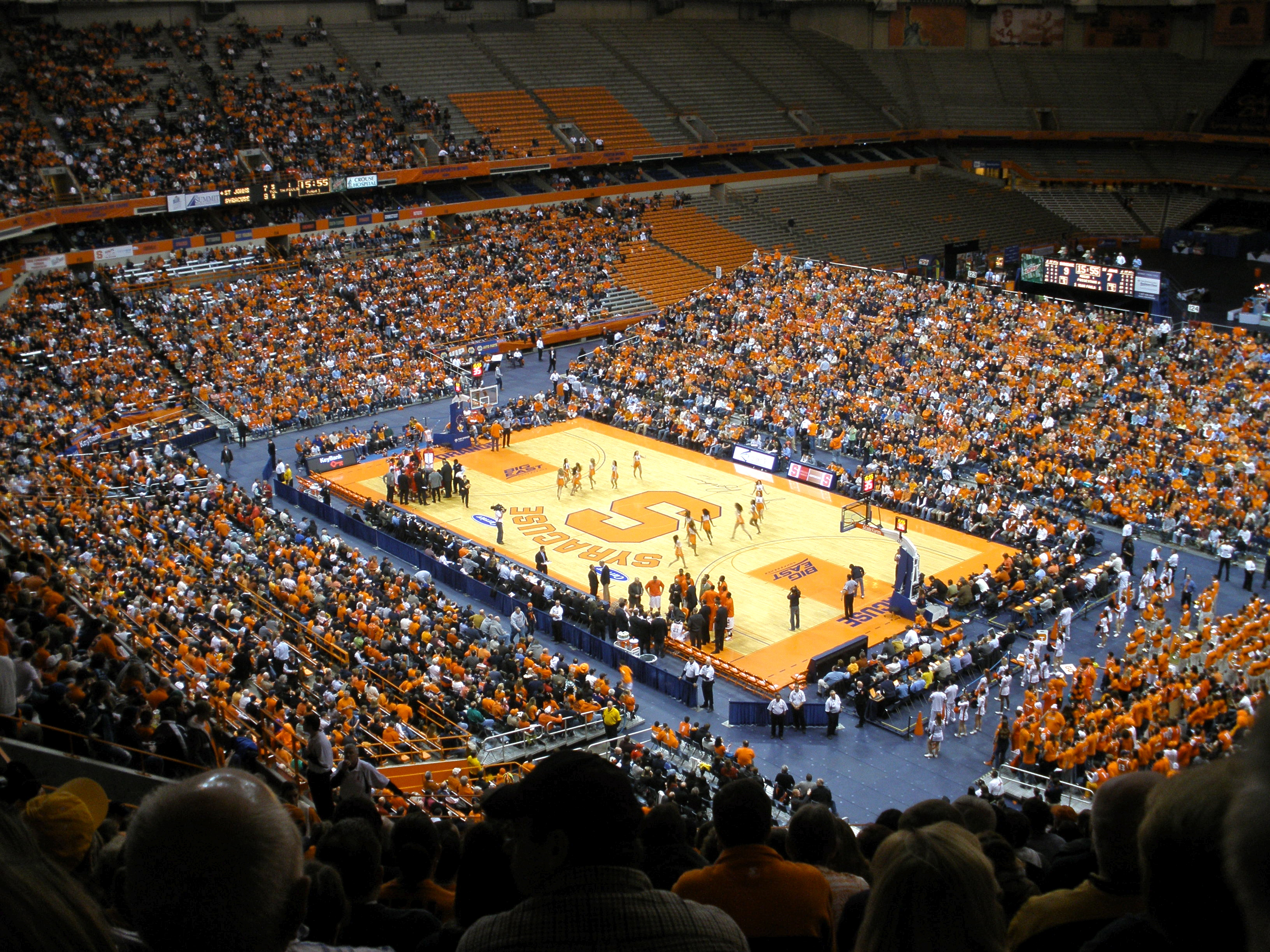
Carrier Dome under en basketmatch då halva arenan används
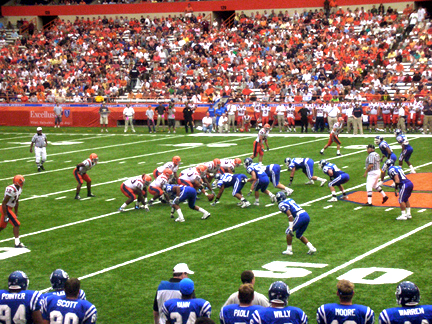
Syracuse Orange heter universitetets amerikanska fotbollslag. Här spelar de på hemmaarenan Carrier Dome.

- Wikimedia Commons har media som rör Carrier Dome.